# 黒石市立黒石中学校
黒石市立黒石中学校（くろいししりつくろいしちゅうがっこう）は、青森県黒石市柵ノ木4丁目にある公立中学校。

## 沿革
- 1947年（昭和22年）
  - 4月1日 - 黒石町立黒石小学校校舎に併設する形で、開校。
  - 4月21日 - 開校式挙行。
  - 7月14日 - 校章制定。
- 1948年（昭和23年）4月25日 - 南津軽郡尾上町大字追子野木字川原田102番1号に、校舎新築移転し、同時に追子野木地区を学区に編入。同日、校歌制定。
- 1949年（昭和24年）1月27日 - 第二校舎と講堂増築。
- 1951年（昭和26年）
  - 3月26日 - 校旗樹立。
  - 4月14日 - 第三校舎増築。
- 1954年（昭和29年）7月1日 - 黒石町の市制施行により、黒石市立黒石中学校と改称。
- 1958年（昭和33年）4月1日 - 山形第二中学校を併合、上十川小学校学区のうち、長坂部落を学区に編入。
- 1962年（昭和37年）4月1日 - 第五期工事完成。追子野木校舎を廃止。全生徒を新校舎に収容。同日、浅瀬石中学校を併合、旧浅瀬石学区のうち、第2学年と第3学年生徒は浅瀬石校舎（旧浅瀬石中学校）に残って、授業を継続。
- 1963年（昭和38年）4月1日 - 浅瀬石校舎第3学年を収容し、実質統合。
- 1990年（平成2年） - 新校舎建築[1]。
- 2017年（平成29年）4月 - 東英・六郷の両中学校を統合。開校式を挙行し、全校生徒533名で、新たなスタートを切った[2]。

## 生徒数
| 学年 | 1年 | 2年 | 3年 | 特別支援    | 合計 |
| ---- | --- | --- | --- | ----------- | ---- |
| 学級 | 4   | 4   | 4   | 3           | 15   |
| 生徒 | 121 | 130 | 136 | 10 （内数） | 387  |

- 2021年（令和3年）5月1日時点[3]

## 通学区域
出典
- 黒石市立黒石東小学校の通学区域
- 黒石市立六郷小学校の通学区域
- 黒石市立東英小学校の通学区域

## アクセス
- 弘南バス黒石大川原線・板留南高校線で、「黒石中学校前」バス停下車後、徒歩約330m・約5分。

## 周辺
- 社会福祉法人竹実会認定こども園たけみ保育園

## 参考資料
- 『青森県教育史 別巻』（青森県教育委員会・1973年12月20日発行）「学校沿革 中学校」884頁～885頁「黒石中学校」